# ویلیام آلسوپ
ویلیام آلسوپ (انگلیسی: William Allsop; ۲۹ ژانویهٔ ۱۹۱۲ – ۱۹۹۷) بازیکن فوتبال اهل بریتانیا بود.
از باشگاه‌هایی که در آن بازی کرده است می‌توان به باشگاه فوتبال بولتون واندررز و باشگاه فوتبال پورت ویل اشاره کرد.